# Лазар Киров
Лазар Киров (на гръцки: Λάζαρος Κύρου, Лазарос Киру) е гъркомански андартски капитан от Югозападна Македония.

## Биография
Киров е роден в костурското село Желево, тогава в Османската империя, днес Андартико, Гърция. Син е на гъркоманския капитан Павел Киров и правнук на хайдутина Наум Киров от Косинец. Оглавява гъркоманска чета, която действа срещу българските чети на ВМОРО Преспанско, Леринско, Корещата и Битолско. В 1913 година се жени за Елени Евтимиу от Желево, също деец на гръцката пропаганда, дъщеря на поп Илияс Христу Евтимиу, гръцки учител в Раково. Той умира няколко години по-късно, докато жена му се жени повторно през 1921 г.